# Мекоперке
Мекоперке (Malacopterygii или Phycostomi) су група правих кошљориба чије су коштане жбице у перајима чланковите и савитљиве па су им услед тога пераја мекана (грч. malacos = мекан; pteron = пераје), а рибљи мехури су преко изводног канала у контакту са ждрелом. Трбушна пераја су постављена иза грудних, а у кожи се налазе циклоидне крљушти или је кожа без њих. Већина слатководних риба наше земље припада овој групи.

## Класификација
Неке од најпознатијих породица мекоперки су:
- пастрмке (Salmonidae)
- харинге (Clupeidae)
- шарани (Cyprinidae)
- сомови (Siluridae)
- штуке (Esocidae)
- јегуље (Anguillidae)